# 原子彈爆炸遺址前停留場
原子弹爆炸遗址前停留場（日语：／ Genbaku-Dome-mae teiryōjō */?）是一由廣島電鐵所經營的電車站，位於日本廣島縣廣島市中區，是廣島電鐵本線沿線的電車站牌之一。

## 簡介
雖然原爆圓屋頂前車站只是電車路線沿線的一個小電車站，但因為其是距離聯合國科教文組織所指定的世界文化遺產——原爆圓頂最近的車站，因此每日來自世界各地參訪與弔唁的旅客絡繹不絕。為了便利各國人士利用站內還特別設有多語對照的導引牌說明前往原爆圓頂的方向，在多語對照的站牌中英文部分是直接使用意譯的「Atomic Bomb Dome」站名，而非平常常見的羅馬拼音站名。當電車靠近本站時，車內還會播放特殊的和平鐘聲提示乘客預備下車。而中文站名過往曾採用「原爆圓屋頂前」，約在2010年代初改成現時名稱。
除了原爆圓頂與廣島和平紀念公園外，在車站的北側原本是舊廣島市民球場所在地，該球場曾是當地職業棒球球隊「廣島東洋鯉魚」的根據地，但已在2010年時拆除，2023年改建為「廣島城門公園」。
在每年幾個特定時期或日期、例如廣島花祭或8月6日廣島和平紀念儀式（広島平和記念式典）進行期間，會湧入大量的搭乘人潮，廣島電鐵方面會特地派遣臨時站員進駐，以應付突然增加的業務量。

## 構造
現時座落車站座落於相生通、相生橋的東側。

### 月台配置
| 月台                       | 路線                   | 上下行 | 方向                                           | 備註                       |
| -------------------------- | ---------------------- | ------ | ---------------------------------------------- | -------------------------- |
| （相生通靠向原爆紀念館）   |                        | 下行   | 廣電西廣島（己斐）、廣電廿日市、廣電宮島口方向 |                            |
| （相生通靠向原爆紀念館）   |                        | 下行   | 廣電西廣島（己斐）方向                         | 只限每日早上及傍晚時間服務 |
| （相生通靠向原爆紀念館）   | 江波方向               | 下行   |                                                |                            |
| （相生通靠向原爆紀念館）   | 只限晚上2班            | 下行   |                                                |                            |
| （相生通靠向原爆紀念館）   | 橫川方向               | 下行   |                                                |                            |
| （相生通靠向廣島城門公園） |                        | 上行   | 廣島站方向                                     |                            |
| （相生通靠向廣島城門公園） | （特別班次）           | 下行   | 廣電本社前方向                                 | 只限平日早上8班            |
| （相生通靠向廣島城門公園） |                        | 下行   | 日赤醫院前、廣電本社前方向                     | 只限每日早上及傍晚時間服務 |
| （相生通靠向廣島城門公園） | 廣電本社前、廣島港方向 | 下行   |                                                |                            |
| （相生通靠向廣島城門公園） |                        | 上行   | 白島方向                                       | 只限早上兩班直通白島線     |

## 歷史
- 1912年：

- 11月23日：車站啟用。最初命名為「櫓下」（やぐら（の）した）。
- 12月8日：本站～己斐間開業。

- 1929年：更改站名為相生橋（あいおいばし）[3]。
- 1944年6月10日：因第二次世界大戰的影響，暫停營運[3]。
- 1945年9月7日：恢復營運。當時原子彈爆炸才不過剛過了一個月[4]。
- 1974年12月16日：改站名為原子彈爆炸遺址前[3]。
- 2012年3月23日：停留場附近路軌改為專用道並進行綠化[5]。

## 使用狀況
雖然座落於著名歷史景點，但由於附近大多為綠化空間、真正的民居集中於東南邊的大手町1丁目的數個街區（番），實際使用人數並非如鄰站紙屋町般眾多。根據廣島電鐵上繳國土交通省有關「實施移動等圓滑化相關事宜」（移動等円滑化に関する取り組み）報告中，以下是本站每日平均使用人數：
| 乘降人員推算 | 乘降人員推算     | 乘降人員推算   |
| 年度         | 1日平均 乘降人次 | 出處           |
| ------------ | ---------------- | -------------- |
| 2021         | 1,899            | [ 廣電統計 1 ] |
| 2022         | 3,000            | [ 廣電統計 2 ] |
| 2023         | 4,623            | [ 廣電統計 3 ] |
| 2024         | 4,956            | [ 廣電統計 4 ] |

## 相鄰車站
廣島電鐵
■本線

紙屋町西（M08）－原子彈爆炸遺址前（M09）－本川町（M10）

### 附注
1. ↑  廣島電鐵 （页面存档备份，存于）將紙屋町東、紙屋町西組合為同一組別處理。實際與原爆遺址前的距離約為250米。

### 統計資料
1. ↑  2021年度 移動等円滑化取組報告書（軌道停留場），第3頁。
2. ↑  2022年度 移動等円滑化取組報告書（軌道停留場） （页面存档备份，存于），第3頁。
3. ↑  2023年度 移動等円滑化取組報告書（軌道停留場），第3頁。
4. ↑  2024年度 移動等円滑化取組報告書（軌道停留場），第3頁。

## 外部連結
- 廣島電鐵原子彈爆炸遺址前站（页面存档备份，存于）